# Androniscus brentanus
Androniscus brentanus är en kräftdjursart som beskrevs av Karl Wilhelm Verhoeff 1932. Androniscus brentanus ingår i släktet Androniscus och familjen Trichoniscidae. Inga underarter finns listade i Catalogue of Life.